# Farní sbor Českobratrské církve evangelické v Dambořicích
Farní sbor Českobratrské církve evangelické v Dambořicích spadá pod brněnský seniorát.
Farářkou sboru je Jana Gruberová, kurátorem sboru Jaroslav Matula.

## Faráři sboru
- Jiří Gruber (1978–1979)
- Jana Gruberová (1998–)